# Papa Sérgio IV
Sérgio IV (em latim: Sergius IV), nascido Pietro Martino Buccaporc; (Roma, 970 — Roma, 12 de maio de 1012) foi o 142.º Papa da Igreja Católica e Soberano dos Estados Papais de 31 de julho de 1009 até a data de sua morte. Seu poder temporal foi eclipsado pelo patrício João Crescêncio. Sérgio IV pode ter pedido a expulsão dos muçulmanos da Terra Santa, mas isso é contestado.

## Juventude
Pietro Martino Buccaporci nasceu em Roma no bairro "Pina", em data desconhecida, filho de Pedro, o Sapateiro e de Estéfânia. Ele se chamava Pietro Martino Buccaporci, que não era seu nome de nascimento, nem o nome de sua família, mas aparentemente um apelido dado a ele por causa de seus hábitos pessoais.
Em 1004, ele se tornou bispo de Albano. Ele foi eleito papa após a abdicação de João XVIII em 1009, e adotou o nome de Sérgio IV.

## Pontificado
O poder de Sérgio IV era pouco influente e muitas vezes ofuscado pelo patrício, João Crescêncio, governante da cidade de Roma na época. Com a ajuda de Crescêncio, Sérgio resistiu às tentativas do imperador Otão III de estabelecer o controle sobre Roma. Sérgio IV agiu para aliviar a fome na cidade e isentou vários mosteiros do governo episcopal.
Uma bula papal pedindo que os muçulmanos sejam expulsos da Terra Santa depois que a Igreja do Santo Sepulcro foi destruída em 1009 pelo califa fatímida al-Hakim bi-Amr Allah foi atribuída a Sérgio IV, embora sua autenticidade já seja um problema de debate. Carl Erdmann o considerou genuíno, mas foi rejeitado por Aleksander Gieysztor, que sugeriu que ele foi inventado na época da Primeira Cruzada para ajudar a justificar aquela expedição a Jerusalém. Posteriormente, Hans Martin Schaller defendeu a autenticidade do documento.

## Morte e legado
Sérgio morreu em 12 de maio de 1012 e foi sepultado na Basílica de São João de Latrão. Embora não fosse canonizado, Sérgio às vezes é venerado como santo pelos beneditinos dos quais era membro. Suspeitou-se que ele foi assassinado, pois morreu uma semana depois de Crescêncio, considerado por muitos como seu patrono. Sérgio foi seguido no papado por Bento VIII.